# Krönchen

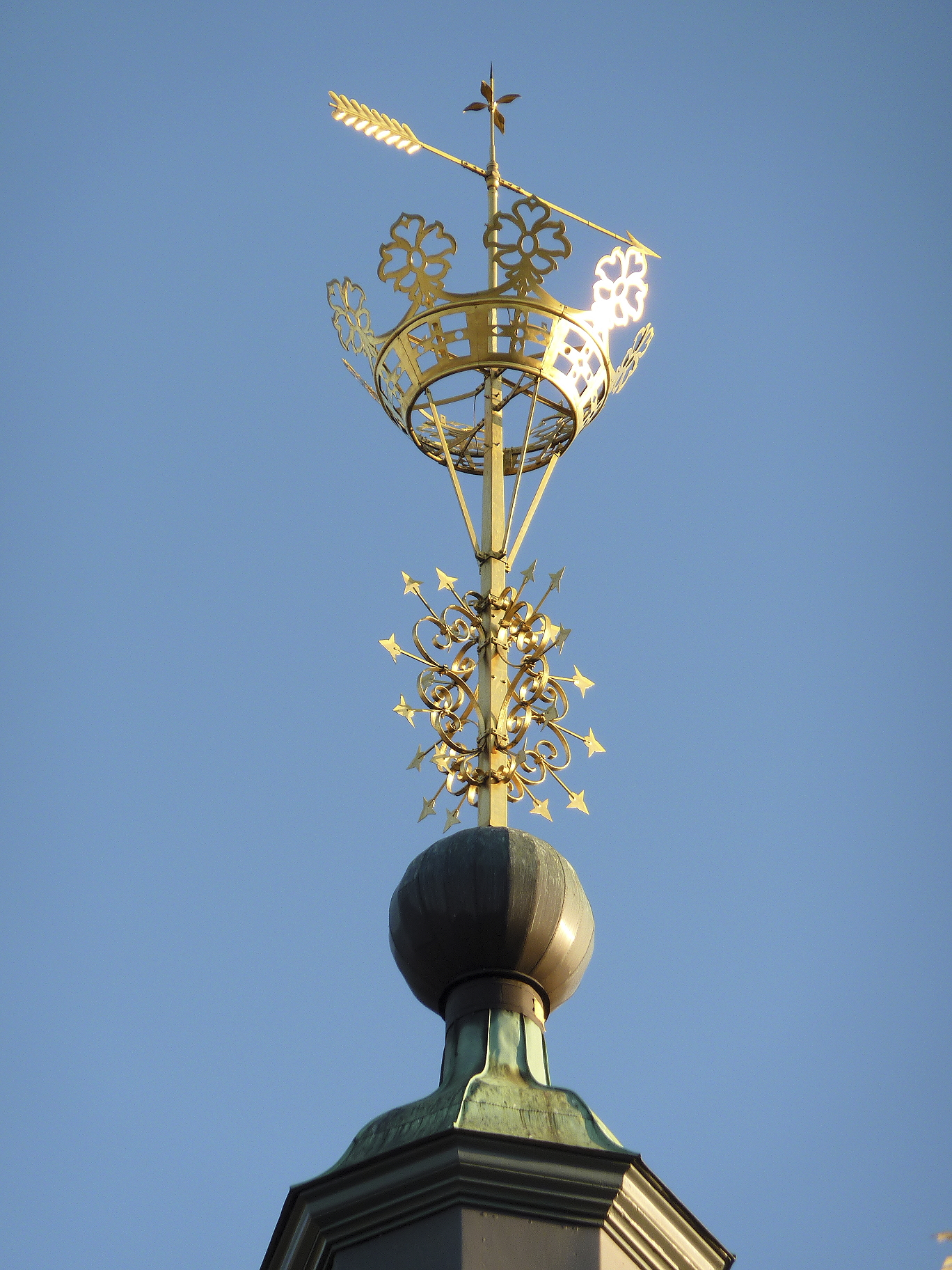
Das Krönchen der Stadt Siegen auf der Turmspitze der Nikolaikirche, hier die Nachbildung von 1993

Das Krönchen ist das Wahrzeichen der westfälischen Stadt Siegen. Die mehrere Meter hohe Plastik ist eine Kunstschmiedearbeit aus vergoldetem Eisen. Sie stellt eine überdimensionale Krone mit Windpfeil und Windrose dar. Seit 1658, dem Jahr seiner Stiftung, stand das Original des Krönchens auf der Spitze des Turmhelms der evangelischen Nikolaikirche in Siegen. Im Jahr 1993 wurde es aus konservatorischen Gründen durch ein Replikat aus ebenfalls vergoldetem Edelstahl ersetzt.

## Geschichte
Das Krönchen ist ein Geschenk von Fürst Johann Moritz zu Nassau-Siegen an die Stadt Siegen und ihre Bürger. Der Anlass für das Geschenk war die Erhebung von Johann Moritz in den Fürstenstand im Jahre 1652. Der Fürst ließ die Plastik auf eigene Kosten im Hammer vor der Hardt in Weidenau von den drei Schmieden Gerlach Burchmann, Jakob Schleifenbaum und Johannes Pickardt anfertigen.

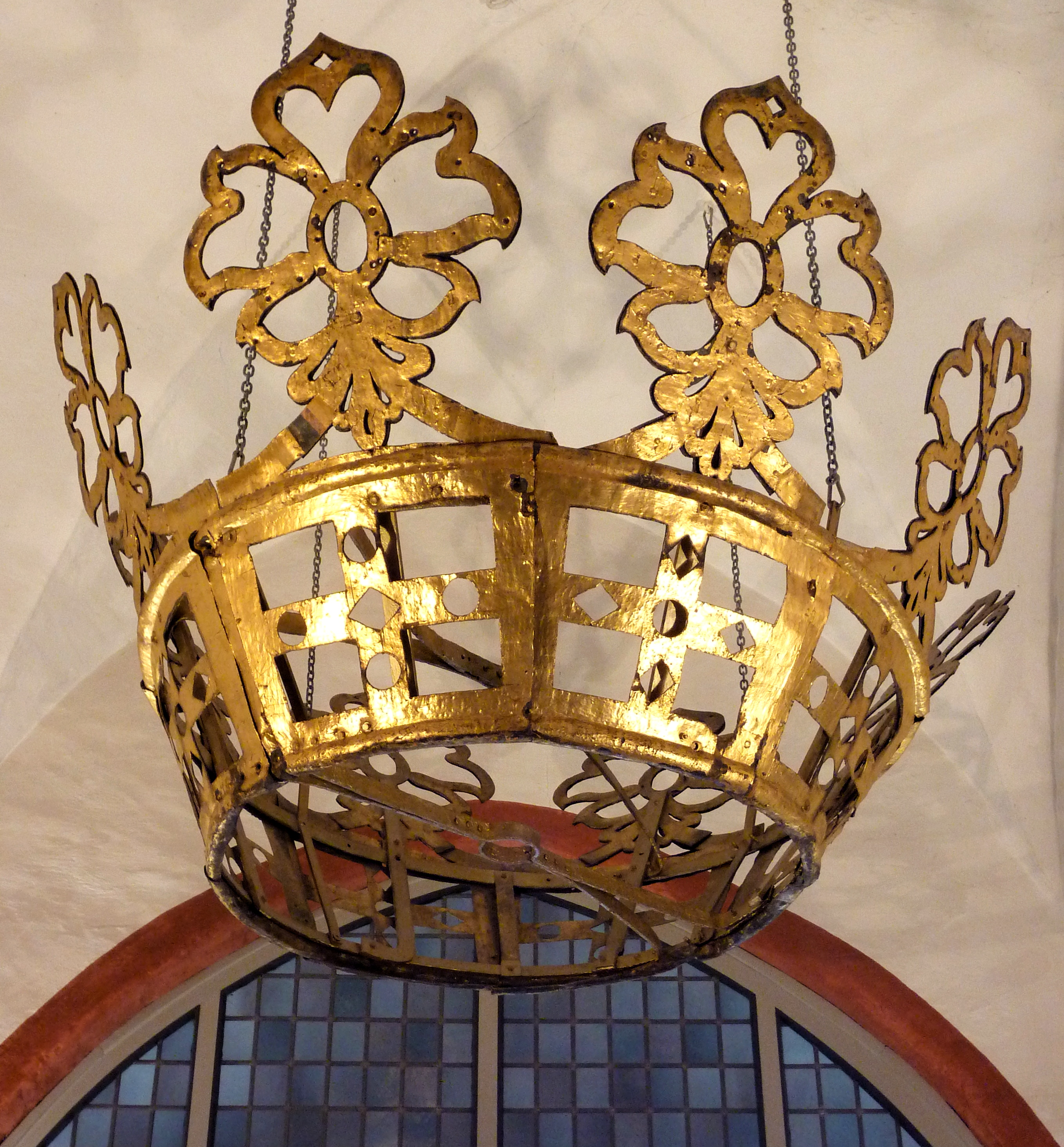
Das Original des Krönchens aus dem Jahr 1658 im Portalbereich der Nikolaikirche

Das Symbol der Krone etablierte der Fürst bereits vor seinem Aufstieg zum niederländischen General-Gouverneur als sein Monogramm. Mit der Eroberung weiterer Teile brasilianischer Provinzen leitete der neue General-Gouverneur auch den Entwurf neuer Wappen für die verschiedenen Provinzen der Kolonie ein. Die Wappen bezogen sich alle auf Flora, Fauna und wirtschaftliche Attribute der kontrollierten Provinzen. Auf allen Wappen war die Krone zu sehen und verdeutlichte die Besitzansprüche über Bewohner und Land.
Im Sommer 1829 brachte der Schieferdecker Prinz aus Siegen mit seinen drei Gesellen Steffe, Römer und Vogel einen neuen Pfeil am Krönchen an. 1889 wurde der sogenannte Korb, der die Krone trägt vergrößert, und die Siegener Firma Friedrich Hinderthür baute eine Blitzschutzanlage ein. Sowohl bei dieser Arbeit als auch bei weiteren Vergoldungsarbeiten im Mai 1955 mit 24-karätigem Blattgold wurden zeitgeschichtliche Dokumente in einer Kapsel hinterlegt.
Da das Krönchen unter Witterungseinflüssen gelitten hatte, sollte es im Jahr 1992 gereinigt und neu vergoldet werden. Dabei stellte sich heraus, dass die Krone ersetzt werden musste, um sie vor weiteren Beschädigungen zu bewahren. Die Siegener Kunstschlosserei Sarges fertigte ein Replikat aus vergoldetem Edelstahl an. Bevor das Original vom Turm abgenommen werden konnte, warf ein Herbststurm im November des Jahres Teile des für die Arbeiten am Krönchen auf dem Turm errichteten Baugerüsts um. Dabei wurde der sieben Meter hohe Mast des Krönchens abgeknickt, und die aus Kupferblech bestehende Turmkugel, die der Plastik als Fuß diente, wurde zerstört. Die Nachbildung aus Edelstahl wurde im März 1993 auf den Turm aufgesetzt. Das Original aus dem 17. Jahrhundert hängt seitdem im Portalbereich im Turm der Kirche. Dort sind auch Teile der 1992 zerstörten Kupferkugel und ein Teil des abgeknickten Mastes des Krönchens ausgestellt.
Siegen trägt inoffiziell den Beinamen Krönchenstadt.

## Erscheinungsbild

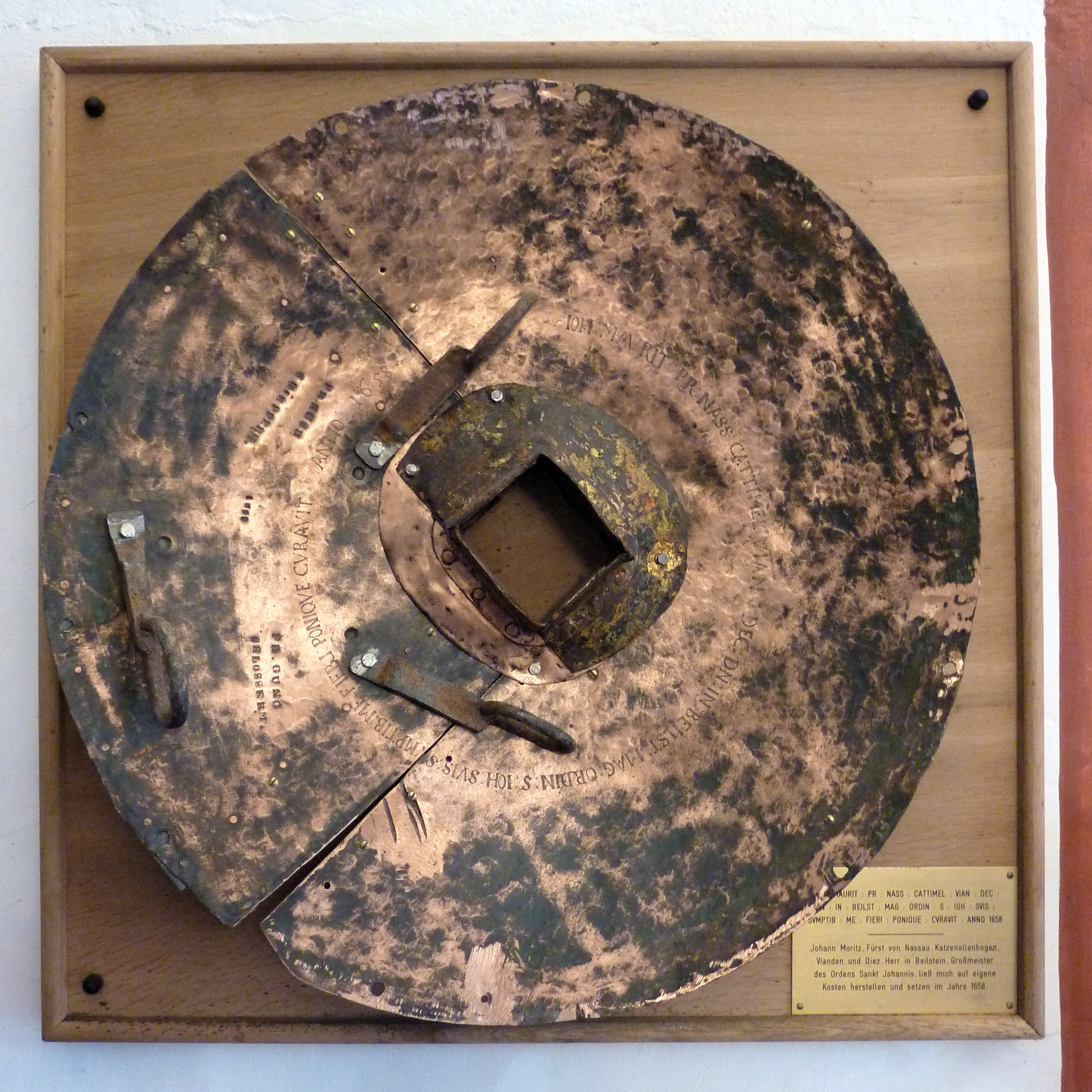
Teil des Originalfußes des Krönchens mit lateinischer Inschrift und Übersetzung

Aus der Nähe betrachtet ist das Krönchen eine mehrere Tonnen wiegende Vergrößerung einer Offenen Krone des Typs Lilienkrone mit acht lilienförmigen Zacken. Die 1,90 Meter hohe, aus Schmiedeeisen, bestehende Krone hat in mittlerer Kronenhöhe einen Durchmesser von 135 cm, an den Zacken von 235 cm. Das Schmiedeeisen wurde zu der damaligen Zeit auch im Siegerland ausschließlich durch das Frischen und anschließendes Hämmern aus dem nicht schmiedbaren Roheisen erzeugt. Die tragende Kugel besteht aus Kupferblech. Über der Krone ist ein Stabeisen-Wetterpfeil von 3,5 Metern Länge angebracht, der vom Wind bewegbar ist und sich dabei um ein 19 Achatkugeln beinhaltendes Kugellager dreht. Die Spitze dieses Wetterpfeils trägt die eingeprägten Inschriften in lateinischer Sprache:
- Renovatum et inauratum 1756 (auf Deutsch: „Erneuert und vergoldet 1756“)
- Refectum et subauratum Imperatore Guilielmo II 1889 (übersetzt: „Ausgebessert und neu vergoldet unter Kaiser Wilhelm II. 1889“)

Im Inneren der Kugel ist über den Namen zweier Siegener Handwerksmeister, des Schieferdeckers Fr. Busch und des Schlossers Fr. Jung, eine dritte Inschrift verzeichnet. Ins Deutsche übersetzt lautet sie:
- Johann Moritz, Fürst von Nassau, Katzenellenbogen, Vianden und Dietz, Herr zu Beilstein, Meister des Ordens Sankt Johannis, ließ mich auf seine Kosten anfertigen und aufstellen im Jahre 1658.[5]